# Mystères à Santa Rita
Mystères à Santa Rita (Second Chances puis Hotel Malibu) est un feuilleton télévisé américain en 16 épisodes de 45 minutes, créé par Lynn Marie Latham et Bernard Lechowick et diffusé entre le 25 novembre 1993 et le 10 février 1994 (épisodes 1 à 10) puis entre le 4 août et le 8 septembre 1994 (épisodes 11 à 16) sur CBS.
En France le feuilleton a été diffusé en 1995 sur Série Club et rediffusé sous le titre Cadillac Blues du 1er juillet 1995 au 22 mai 1996 sur M6.

## Distribution
- Connie Sellecca (VF : Françoise Pavy) : Dianne Benedict
- Joanna Cassidy : Ellie Mayfield
- Jennifer Lopez (VF : Virginie Ledieu) : Melinda López
- Megan Follows : Kate Benedict
- Harry O'Reilly : Harry Radzimski
- John Dye : Jack Mayfield
- Matt Salinger : Mike Chulack
- Michelle Phillips : Joanna
- Ray Wise (VF : Maurice Sarfati) : le juge Jim Stinson

## Épisodes

### Première saison:Second Chances(1993-1994)
1. Un nouveau départ - 1re partie (Save the Last Dance for Me - Part 1)
2. Un nouveau départ - 2e partie (Save the Last Dance for Me- Part 2)
3. Coïncidence ou complot ? (Coincidence or Conspiracy)
4. Entre les deux, il y a la vie (Living in Between)
5. Les Lunettes (I Can't Get No Satisfaction)
6. Ça se complique (Swimming Through Mud)
7. Si la vérité est dite (If the Truth Be Told)
8. Des hauts et des bas (Down Looks Like Up)
9. Mlle Santa Rita (Miss Friendly Santa Rita)
10. Jalousie quand tu nous tiens (Justifiable Jealousy)

### Deuxième saison:Hotel Malibu(1994)
1. La Belle, la Foudre et le Brigand (The Bed, The Bribe And The Body)
2. Ne pas déranger (Do Not Disturb)
3. Angoisse amoureuse (Swim At Your Own Risk)
4. Sortie de secours (Fire Exit)
5. Chassé-croisé (Double Booked)
6. Renoncement (Advance Reservations)